# Roslev Sogn
Roslev Sogn er et sogn i Salling Provsti (Viborg Stift). Størstedelen af Roslev Sogn (herunder Roslev stationsby) hørte til Harre Herred, mens den mindre østlige del hørte til Nørre Herred (begge i Viborg Amt).
I 1800-tallet var Rybjerg Sogn, der hørte til Nørre Herred, anneks til Roslev Sogn. Roslev-Rybjerg var én sognekommune, men blev senere to selvstændige sognekommuner. Ved kommunalreformen i 1970 blev både Roslev og Rybjerg indlemmet i Sallingsund Kommune, som ved strukturreformen i 2007 indgik i Skive Kommune.
I Roslev Sogn ligger Roslev Kirke.
I sognet findes følgende autoriserede stednavne:
- Gamstrup (bebyggelse, ejerlav)
- Kongshøj (bebyggelse)
- Moseknolde (bebyggelse)
- Roslev (bebyggelse, ejerlav)
- Roslev Snabe (bebyggelse)
- Syvtallet (bebyggelse)
- Sønderkær (bebyggelse)
- Tinghøj (bebyggelse)